# Deutschland Cup
Deutschland Cup (česky Německý pohár) je mezinárodní hokejový turnaj reprezentačních mužstev hraný v Německu od roku 1987.

## Historie
Poprvé se turnaj se odehrál ve dnech 28. do 30. prosince 1987 ve Stuttgartu v NSR, za účasti tří reprezentací: NSR (organizátor), ČSSR a Polska. Ve třech dnech byla odehrána vzájemná utkání, ze kterých vzešel vítězně československý tým. Od třetího ročníku se v kalendáři turnaj přesunul na druhý týden v listopadu.
Spolu s pořadatelským týmem Německa (dříve NSR), se turnaje účastnily významné reprezentace Česka (dříve Československa), Ruska (dříve SSSR), Švédska a Finska. 
Se vznikem Euro Hockey Tour byl turnaj nejlepšími světové týmy upozaděn a hrozil jeho zánik. V letech 1998 a 1999 se vůbec neuspořádal. Až v roce 2000 došlo k jeho obnovení i kvůli přípravám týmu na světový šampionát, které právě pořádalo Německo.
V dalších letech se tak staly pravidelnými účastníky národní týmy Švýcarska, Slovenska a výběr kanadských hráčů působící v evropských soutěžích.
Ve 2. ročníku se v zastoupení národního výběru SSSR představil klub z nejvyšší sovětské hokejové ligy HK Spartak Moskva, který bez jediné ztráty získal pohár. V roce 1994 doplnil pětici národních týmů výběr hvězd německé hokejové ligy DEL (DEL All-Stars) .
Podobně jako jiné sportovní soutěže a turnaje, ovlivnila organizaci Deutschland Cupu v roce 2020 situace okolo pandemie covidu-19. Původně se měly turnaje zúčastnit reprezentace Ruska, Švýcarska a Slovenska. Dokonce ani náhradní tým Norska nemohl přijet. Nakonec se po boku domácího týmu a Lotyšska představil, s ohledem na olympijský turnaj v Pekingu v roce 2022, výběr z mladých perspektivních hráčů (Top Team Peking), převážně z reprezentantů do 20 let. Turnaj také musel být odehrán bez přítomnosti diváků.
Kromě účastníků se měnilo i pořadatelské město. V letech 1987 až 1990 se zápasy hrály ve Stuttgartu. V roce 1991 se turnaj přesunul do Frankfurtu, aby se následující rok vrátil zpět do Stuttgartu. V dalších třech letech se pořádání úvodních zápasů rozdělilo do více měst. Kromě hlavního města turnaje Stuttgartu se hrálo i v Ulmu, Pforzheimu, Bietigheim-Bissingenu, Füssenu, Memmingenu. V roce 1996 se naposled hrálo ve Stuttgartu. 10. ročník se odehrál ve městech Mnichov a Füssen.
S obnovením turnaje se Deutschland Cup usídlil na dlouhá léta v Hannoveru, v hokejové hale postavené u příležitosti konání světové výstavy Expo 2000. Pro ročníky 2004 a 2005 se k pořádání turnaje přidala další města – Kreuzlingen, Hamburk, Mannheim a švýcarský Curych. V roce 2008 se pohár dočasně přesunul do Mannheimu a Frankfurtu. Od 2009 do 2014 byl pořadatelským městem Mnichov a od 2015 do 2017 Augsburg. V současné době se zápasy hrají v Krefeldu.

## Herní systém
V průběhu let se formát turnaje několikrát změnil. Pravidelně se účastní čtyři národní výběry, které sehrají vzájemné duely jednokolově každý s každým. Výjimkou byly ročníky 1993 (7 týmů rozdělených do dvou skupin, vítězové skupin si zahráli o titul), 1994, 1995, 2006, 2007 (6 týmů ve dvou skupinách, vitězové o titul), 2004 a 2005 (5 týmů jednokolově každý s každým). První ročník byl odehrán za účasti tří týmů, podobně jako v roce 2020, jehož organizaci ovlivnila

## Přehled jednotlivých ročníků
| Rok  | 1. místo                 | 2. místo   | 3. místo                        |
| 1987 | ČSSR                     | SRN        | Polsko                          |
| 1988 | SSSR (HK Spartak Moskva) | SRN        | Švýcarsko                       |
| 1989 | nehrálo se               | nehrálo se | nehrálo se                      |
| 1990 | Finsko                   | Švédsko    | ČSFR                            |
| 1991 | SSSR                     | Švédsko    | Německo                         |
| 1992 | Rusko                    | Německo    | ČSFR                            |
| 1993 | Rusko                    | Kanada     | Finsko                          |
| 1994 | Česko                    | Slovensko  | Kanada                          |
| 1995 | Německo                  | Česko      | Finsko                          |
| 1996 | Německo                  | Itálie     | Kanada                          |
| 1997 | Slovensko                | Kanada     | Švýcarsko                       |
| 1998 | nehrálo se               | nehrálo se | nehrálo se                      |
| 1999 | nehrálo se               | nehrálo se | nehrálo se                      |
| 2000 | Kanada                   | Švýcarsko  | Slovensko                       |
| 2001 | Švýcarsko                | Slovensko  | Německo                         |
| 2002 | Kanada                   | USA        | Německo                         |
| 2003 | USA                      | Německo    | Švýcarsko                       |
| 2004 | USA                      | Kanada     | Slovensko                       |
| 2005 | Kanada                   | Švýcarsko  | USA                             |
| 2006 | Slovensko                | Švýcarsko  | Kanada                          |
| 2007 | Švýcarsko                | USA        | Německo                         |
| 2008 | Kanada                   | Švýcarsko  | Německo                         |
| 2009 | Německo                  | USA        | Švýcarsko                       |
| 2010 | Německo                  | Švýcarsko  | Kanada                          |
| 2011 | Slovensko                | Německo    | Švýcarsko                       |
| 2012 | Německo                  | Švýcarsko  | Slovensko                       |
| 2013 | USA                      | Švýcarsko  | Německo                         |
| 2014 | Německo                  | Švýcarsko  | Slovensko                       |
| 2015 | Německo                  | USA        | Švýcarsko                       |
| 2016 | Slovensko                | Kanada     | Německo                         |
| 2017 | Rusko                    | Slovensko  | Německo                         |
| 2018 | Rusko                    | Švýcarsko  | Slovensko                       |
| 2019 | Švýcarsko                | Německo    | Rusko                           |
| 2020 | Lotyšsko                 | Německo    | Výběr Německa (Top Team Peking) |
| 2021 | Německo                  | Slovensko  | Švýcarsko                       |
| 2022 | Německo                  | Rakousko   | Dánsko                          |